# AB. A. Wardells pälsvarufabrik

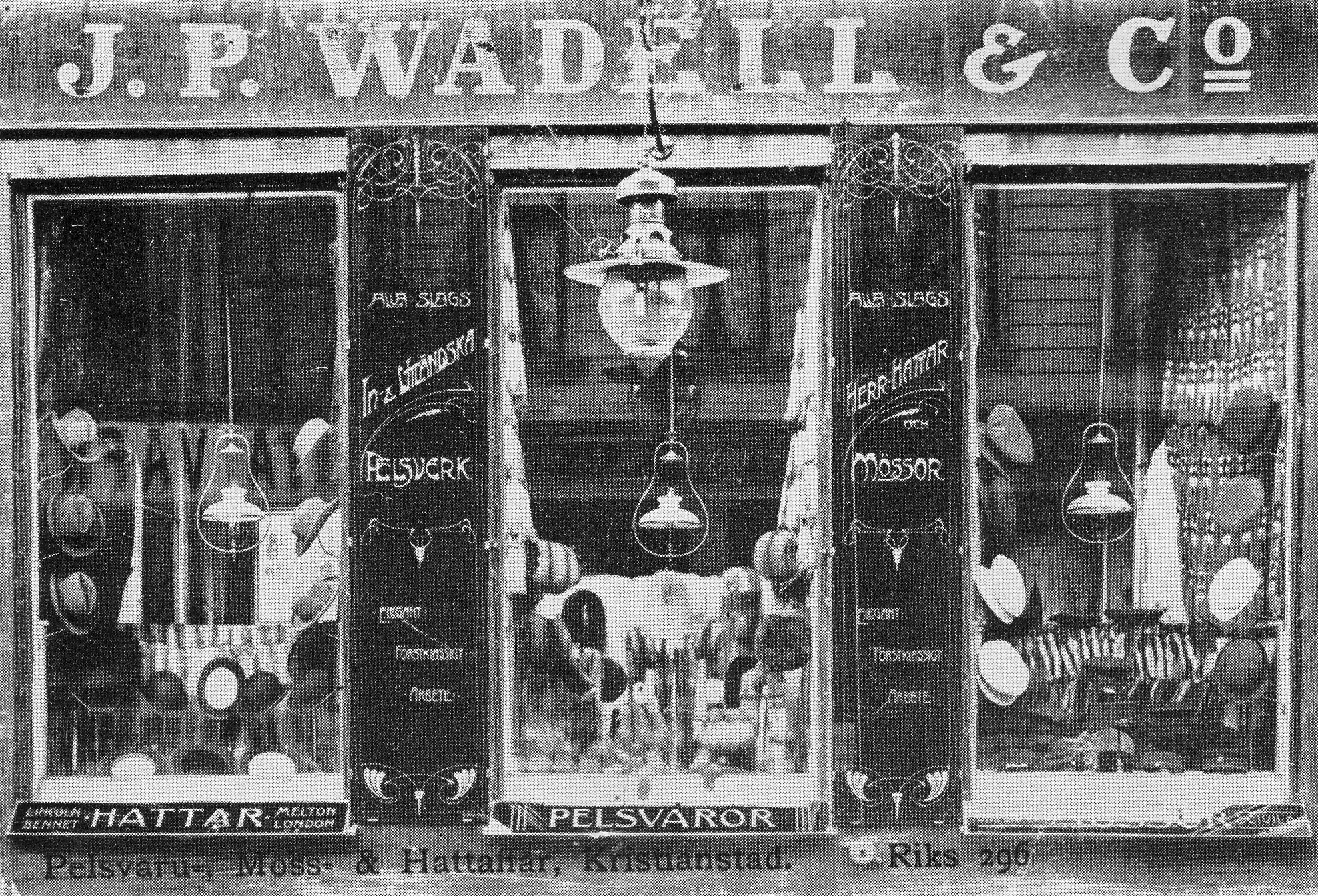
Det är oklart varför firman hette Wadell och inte Wardell

AB. A. Wardells pälsvarufabrik grundades 1908 och blev aktiebolag 1940.
AB. Axel Wardells Pälsvarufabrik i Kristianstad etablerades 1908 och blev aktiebolag 1940. Företaget tillverkade dampälskappor och pälskragar till kappor och jackor. Firman handlade också med lösa skinn. Bolaget hade försäljningskontor i Stockholm på Smålandsgatan 17 och i Göteborg, Centrum. I Malmö fanns affären på Södra Förstadsgatan 2. Firmans aktiekapital var 1947 350,000 kr. Bolaget hade 1947 40 industriarbetare anställda och ett tillverlningsvärde per år på 1 500 000 kr. Verkställande direktör var fabrikör Axel Wardell och disponent var Göte Wardell.

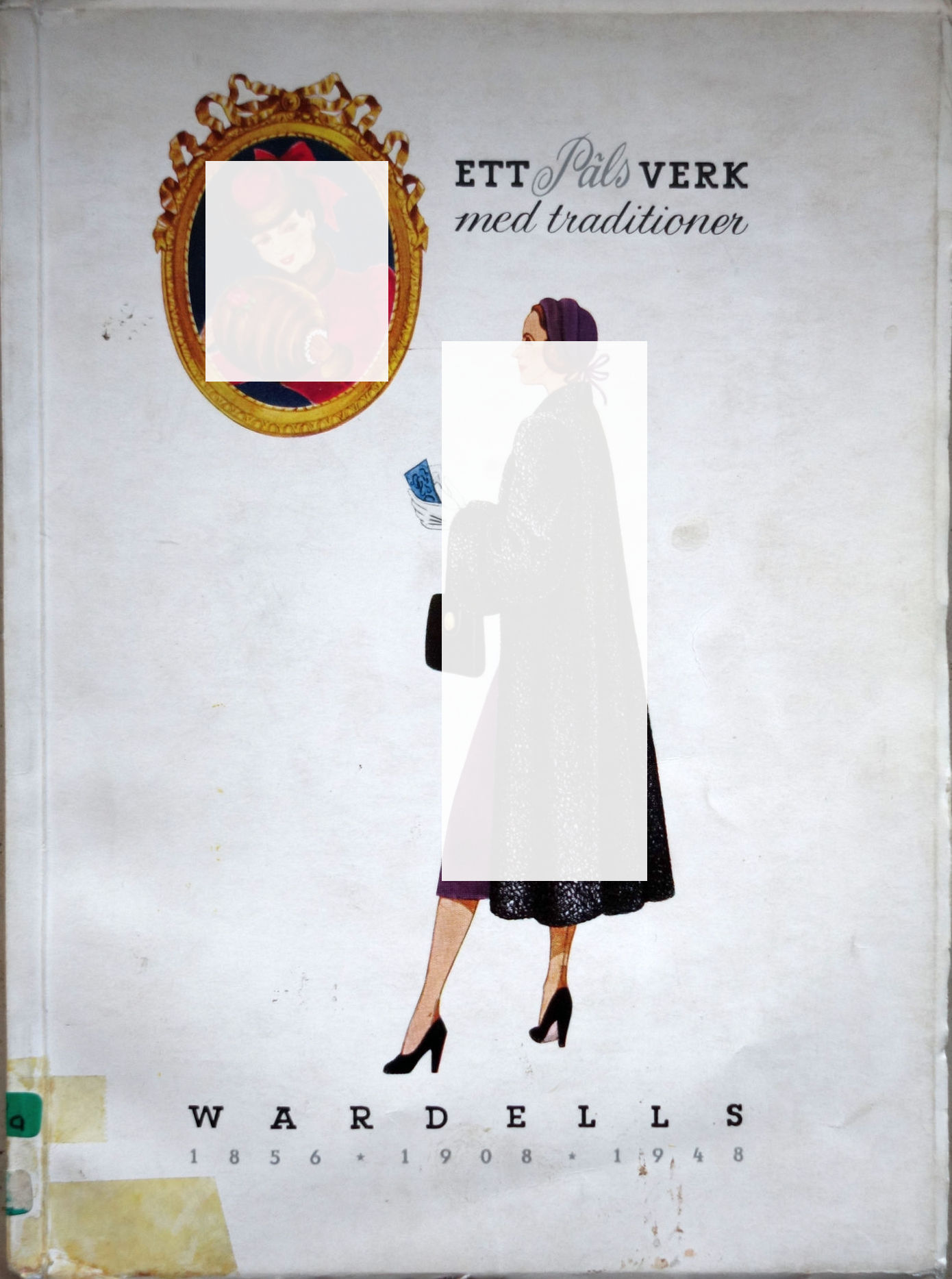

Till firmans 40-årsjubileum gavs boken Ett pälsverk med tradition ut. Boken handlade om pälsverk och dess historia och gavs ut av AB Axel Wardells Pälsvarufabrik i Kristianstad 1948. Boken trycktes hos AB, J. O. Öberg & Sons Boktryckerii  Eskilstuna i oktavformat med 63 +1 sidor, Utsidan avbildad till vänster.

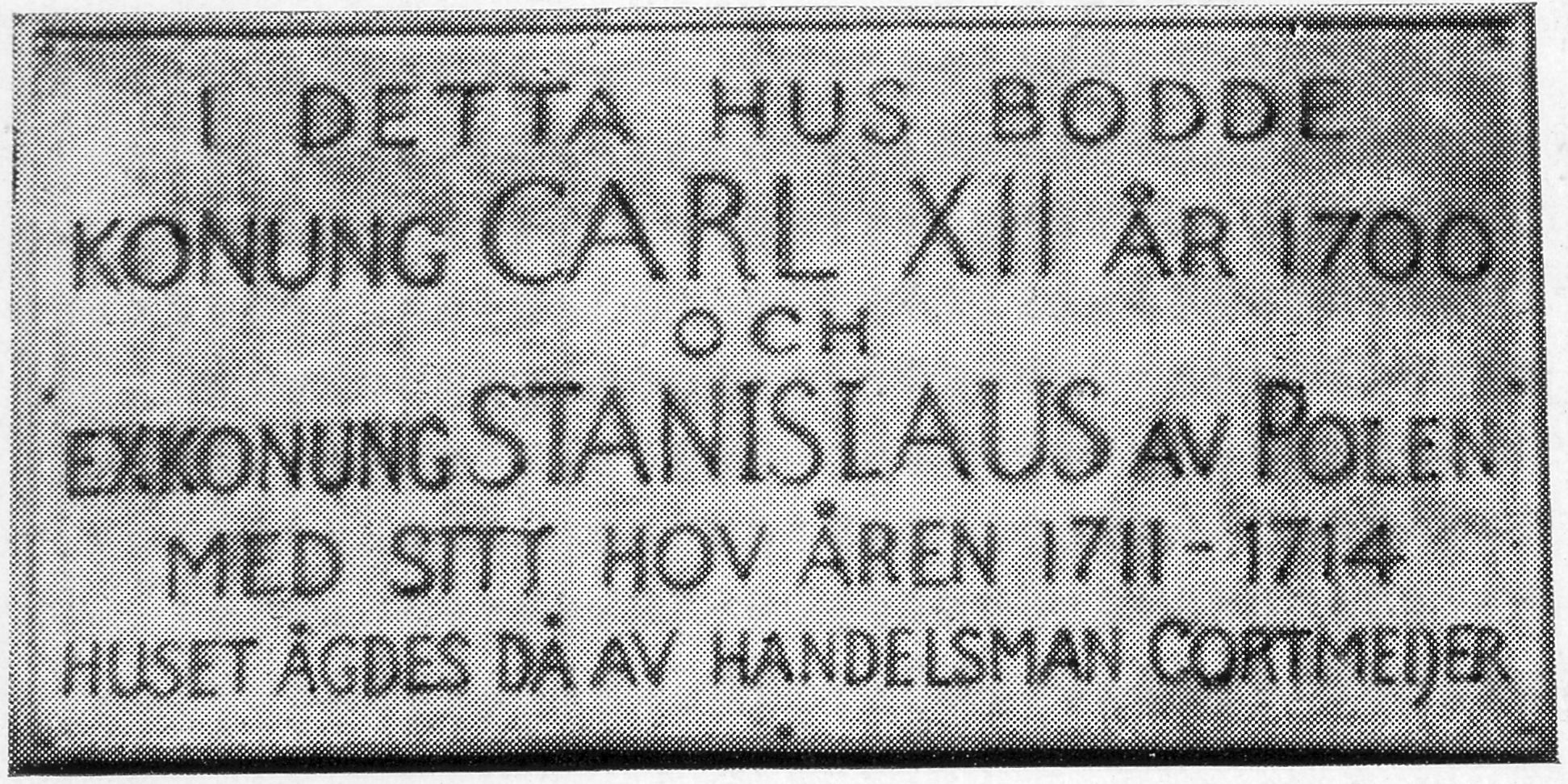
I samma hus grundades Wardells pålsvarufabrik

Tavlan till höger är uppsatt på fasaden till fastigheten Västra Storgatan 39 i Kristianstad. På denna adress grundades Aktiebolaget Axel Wardells Pälsvarufabrik av fabrikören Axel Wardell. Frans Axel Wilhelm Wardell föddes den 25 oktober i Jönköping och är avbildad i Porträttgalleri från Kristianstads län. Boken kom ut 1931 och han står som fabrikör i firma J. P. Wadells Eftr Pälsvarufabriker vilket var firmanamnet före aktiebolagsbildningen. Göte Wardell född 27 sept. 1907 i Kristianstad var redan 1931 disponent i J. P. Wadells Eftr. Pälsvarufabriker enligt samma källa. Efter andra världskriget köpte firman mycket varor i Sovjetunionen. Firman var aktiv in på 1960-talet med Göte Wardell som disponent.
I litteraturen förekommer  Wardells pälsvarufabrik i Torgny Lindgrens Berättelserna där en ung kvinna från Kristianstad har nekats att studera och därför arbetat på pälsvarufabriken. Hon kom till Stockholm med en artillerist.